# David Dramm
David Dramm (* 1961 in Illinois) ist ein amerikanischer Komponist.

## Leben und Wirken
Dramm wuchs in San Diego auf. Seit seinem elften Lebensjahr spielte er, beeinflusst von Frank Zappa, aber vor allem auch dem Klang der Kirchenorgel Gitarre, um Lieder zu schreiben. Nach der High School arbeitete er als Gitarrist und unterrichtet. Er studierte Komposition in San Diego bei Robert Erickson, um dann seine Studien an der Yale University bei Louis Andriessen und Earle Brown fortzusetzen.
Dramms Komposition Master Bop Blaster von 1992 für Rapper und Saxophonquartett wurde weltweit von Sydney bis Südkorea aufgeführt. Steamboat Switzerland hat sein Werk Orange Slice für neun Musiker beim Moers Festival, der Expo in Biel und 2007 beim Holland Festival aufgeführt. Weitere bekannte Werke sind Baton Rouge Massacre für Electra und das elektrische Oratorium My Visions of Madame Blavatsky. Zudem erhielt er Kompositionsaufträge von Yannick Nézet-Séguin/Rotterdam Philharmonic, Albany Symphony, Radio Filharmonisch Orkest, ASKO/Schoenberg Ensemble, Frances-Marie Uitti, HK Gruber, Anne La Berge Marco Blaauw, Tatiana Koleva, Monica Germino und Tomoko Mukaiyama. Er arbeitete weiterhin mit dem Avant-Rock-Trio Analecta und dem Multi-Gitarren-Ensemble Kleg zusammen. Auch arrangierte er für John Cale, Low, Ellen ten Damme und Junkie XL. Er hat mehr als 250 Kompositionen geschrieben und arbeitet mit Theater- und Tanzgruppen zusammen. Weiterhin schuf er Kompositionen für den Film. Aufnahmen seiner Werke erschienen bei New World Records, BVHaast, Vanguard Classics, Einstein, Attacca, Composer’s Voice und NBE Live.
Dramm lebt seit 1989 in Amsterdam. Seit 2011 ist er Vorstandsmitglied der Veranstaltungsstätte Splendor. Die Geigerin Diamanda La Berge Dramm ist seine Tochter.